# Llefià
Llefià är en ort i Spanien.   Den ligger i provinsen Província de Barcelona och regionen Katalonien, i den östra delen av landet, 500 km öster om huvudstaden Madrid. Llefià ligger 23 meter över havet och antalet invånare är 43 827.
Terrängen runt Llefià är platt åt sydväst, men norrut är den kuperad. Havet är nära Llefià åt sydost. Närmaste större samhälle är Barcelona, 7,4 km sydväst om Llefià. 